# The Wolf Man (1941)
The Wolf Man is een Amerikaanse horrorfilm uit 1941. Het is een van de eerste films die over de legende van de weerwolf handelde. De hoofd- en titelrol werd gespeeld door Lon Chaney Jr.. George Waggner was de regisseur.

## Verhaal
Wanneer Larry Talbot (Lon Chaney Jr.) na lange afwezigheid terugkeert naar het huis van zijn familie ergens in Wales, krijgt hij te horen van zijn vader John (Claude Rains) dat zijn oudere broer overleden is en hij dus de enige erfgenaam is van het familiefortuin. Intussen leert Larry ook Gwen Conliffe (Evelyn Ankers) kennen en wordt verliefd op haar.
Alles valt in duigen wanneer Larry op een nacht gebeten wordt door een wolf en al snel in de gaten krijgt, dat hij besmet is met de vloek van de volle maan. Larry probeert zich tegen de vloek te verzetten terwijl hij naar een genezing zoekt, maar tevergeefs. In de climax van de film wordt hij gedood door zijn eigen vader, die niet weet dat de weerwolf zijn zoon is.

## Rolverdeling
| Acteur            | Personage                                    |
| ----------------- | -------------------------------------------- |
| Lon Chaney jr.    | The Wolf Man / Larry Talbot (als Lon Chaney) |
| Claude Rains      | Sir John Talbot                              |
| Warren William    | Dr. Lloyd                                    |
| Ralph Bellamy     | Kolonel Montford                             |
| Patric Knowles    | Frank Andrews                                |
| Béla Lugosi       | Bela                                         |
| Maria Ouspenskaya | Maleva                                       |
| Evelyn Ankers     | Gwen Conliffe                                |
| J.M. Kerrigan     | Charles Conliffe                             |
| Fay Helm          | Jenny Williams                               |
| Forrester Harvey  | Twiddle                                      |

## Achtergrond

### Speciale effecten
De verandering van mens naar weerwolf en omgekeerd werd gedaan met verschillende foto’s, waarin Chaney steeds meer make-up op deed. Voor dit proces werd een model gemaakt die zijn hoofd perfect stil kon houden voor de foto’s. Voor Chaney’s weerwolfkostuum werd onder andere jakhaar gebruikt. De hele scène kostte ongeveer 10 uur om te filmen.

### Vervolgen
The Wolf Man bleek de aanleiding voor vier vervolgen. Chaney speelde in alle vier de hoofdrol. In 2010 verscheen een nieuwe versie van het eerste deel, als The Wolfman.

### Invloed
The Wolf Man had in veel opzichten invloed op het hedendaagse beeld van weerwolven. Zo introduceerde de film het idee dat weerwolven niet tegen zilver kunnen, en dat de volle maan de transformatie van mens naar wolf afdwingt (in traditionele folklore kon een weerwolf vaak naar keuze veranderen).